# Émilie Gourd
Pour les articles homonymes, voir Gourd.
Émilie Gourd, née le 19 décembre 1879 à Genève et morte le 4 janvier 1946 dans la même ville, est une journaliste suisse, militante du droit des femmes et figure importante du féminisme suisse et international. Elle se présente comme une « féministe de carrière ».

## Biographie

### Enfance et formation
Émilie Gourd, fille du pasteur, professeur de philosophie et recteur de l'université de Genève Jean-Jacques Gourd et de Marguerite Elisabeth Bert, née à Gênes d'une famille originaire de Céligny, appartient à la haute bourgeoisie protestante genevoise. Elle est élevée à Pregny et, en 1898, achève sa formation à l’école secondaire et supérieure de jeunes filles. Ce diplôme ne lui permettant pas de s'inscrire à l'université, elle décide de suivre les cours universitaires d'histoire et de philosophie en tant qu'auditrice libre. 

### Vie professionnelle et engagements féministes

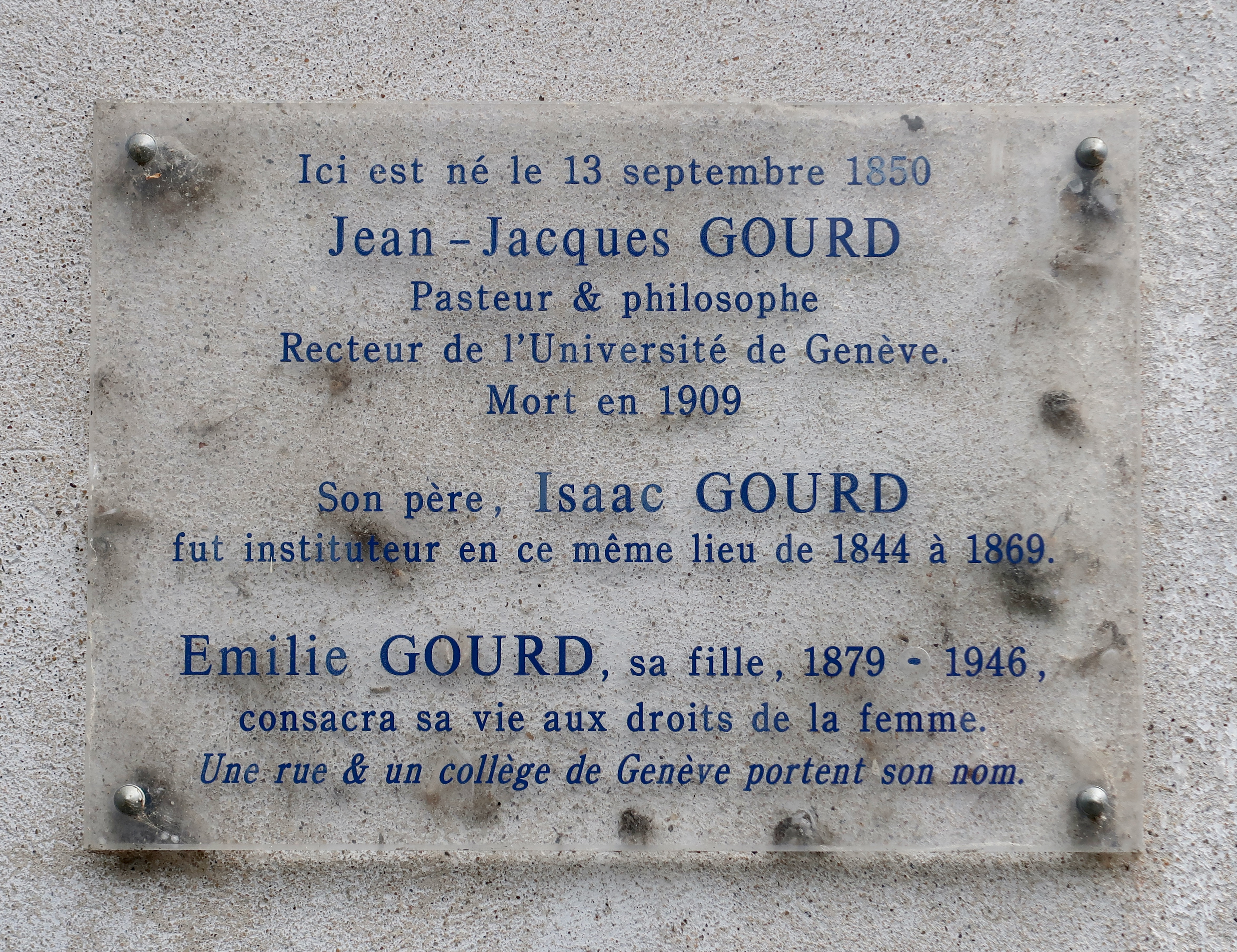
Plaque située au Fleix (Dordogne) en hommage au pasteur et philosophe Jean-Jacques Gourd (qui y est né), à son père Isaac Gourd (qui y fut instituteur) et à Émilie Gourd.

Elle enseigne ensuite brièvement l'histoire contemporaine à l’école privée de la Cour Saint-Pierre, avant de rejoindre en 1903 l'association féministe « Union des femmes » en tant que secrétaire.
En 1909, sur le conseil d'Auguste de Morsier — ingénieur et député au Grand Conseil qui milite aussi pour les droits politiques des femmes et l'abolition de la prostitution réglementée —, elle s'engage au sein de l'Association genevoise pour le suffrage féminin, dont elle deviendra présidente. Elle acquiert de ce fait une réputation de féministe radicale.
En 1912, Émilie Gourd fonde le journal Le Mouvement féministe dont elle s'assurera le poste de rédactrice en chef, jusqu'à sa mort. Ce journal changera maintes fois de nom, mais depuis le 14 juin 2001, il porte le nom de L'Émilie, en hommage à la défunte féministe. Historiquement, il s'agit du premier journal féministe au monde. En 1914, elle fonde et préside l'Ouvroir de l'Union des Femmes qui fournit du travail aux femmes pendant la guerre. En 1920, elle fonde le Cartel romand d'hygiène sociale et morale, association qui lutte contre l'alcoolisme et la prostitution. Elle est nommée secrétaire de l'Alliance internationale pour le suffrage des femmes en 1923. En 1943, elle fonde l'Association de la démocratie suisse pour combattre les idées fascisantes en Suisse.

### Fin de vie et décès

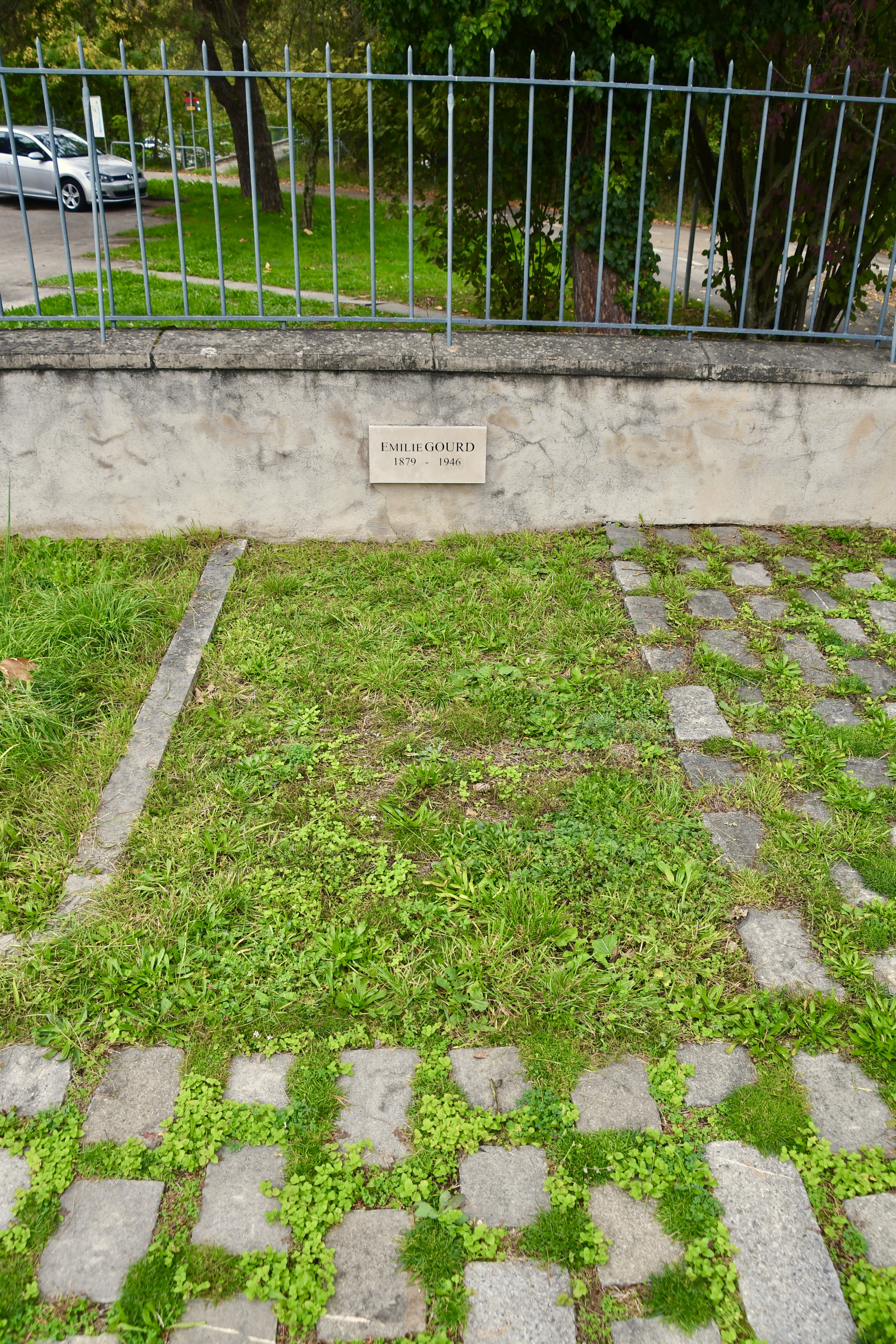
Tombe d'Émilie Gourd.

Atteinte d'une maladie cardiaque, Émilie Gourd doit restreindre ses activités. Elle meurt le 4 janvier 1946, à 66 ans,. Elle est enterrée au cimetière de Chambésy.

### Droit de vote des femmes à Genève
Les femmes genevoises obtiendront la droit de vote en 1960.

## Postérité

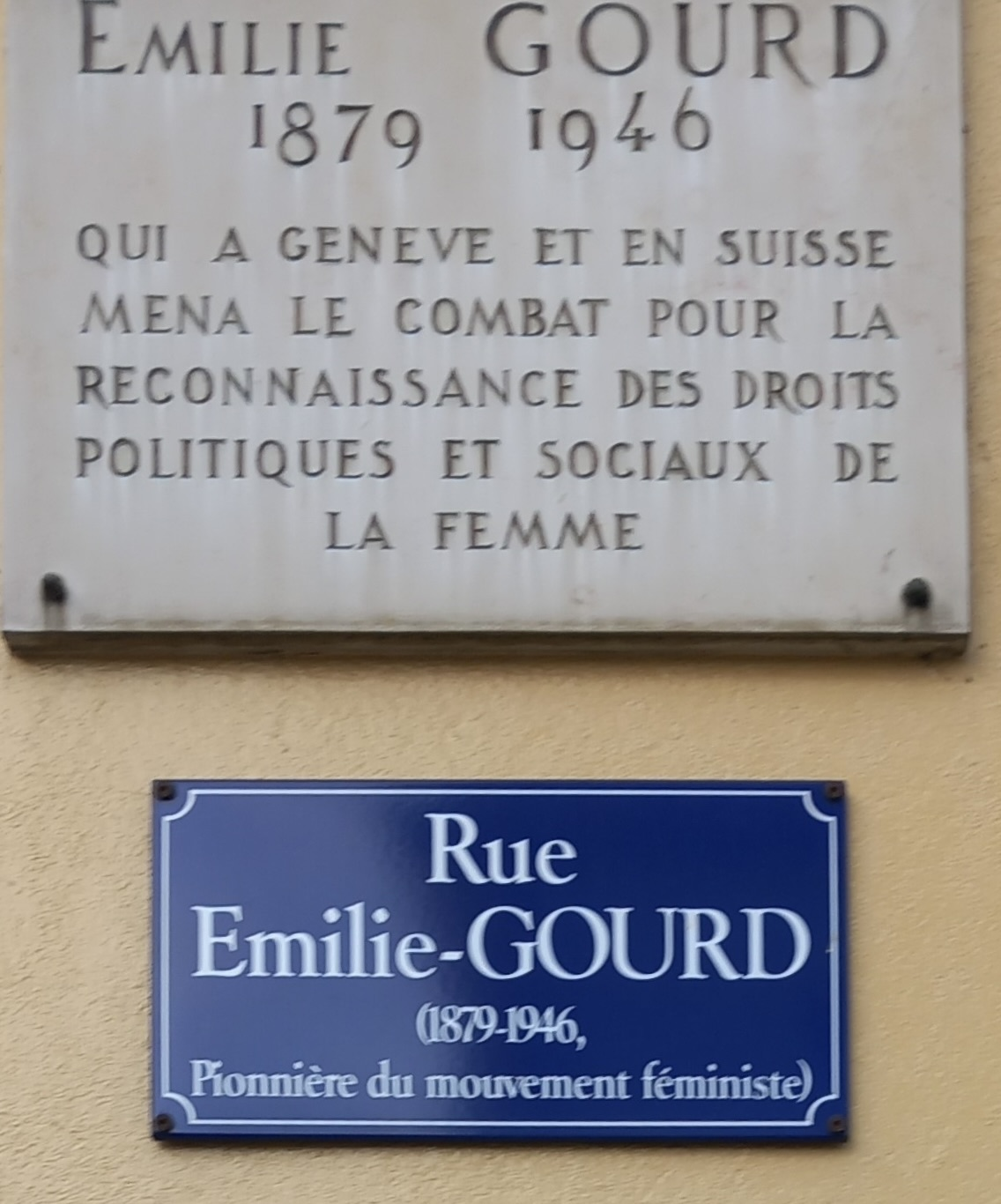
Plaque commémorative à Genève.

La rue Émilie-Gourd à Genève porte son nom, ainsi qu'un collège et école de commerce.
La Fondation Émilie Gourd est créée en 1984 pour développer le débat féministe en Suisse romande. Depuis 2012, la Fondation décerne le prix Émilie Gourd pour récompenser un travail de fin d'étude. En 2014, la Fondation lance la plateforme Actuelles.ch de syndication des actualités touchant à la question du féminisme.